# قورباغه سبز
رانا کلامیتانس (نام علمی: Lithobates clamitans) نام یک گونه از تیره قورباغه‌های اصلی است.